# Krasnosilka, Ovruci
Krasnosilka (în ucraineană Красносілка) este un sat în comuna Bondari din raionul Ovruci, regiunea Jîtomîr, Ucraina.

## Demografie
Componența lingvistică a localității Krasnosilka
     Ucraineană (99,23%)
     Alte limbi (0,77%)
Conform recensământului din 2001, majoritatea populației localității Krasnosilka era vorbitoare de ucraineană (99,23%), existând în minoritate și vorbitori de alte limbi.